# Drapetis armipes
Drapetis armipes är en tvåvingeart som beskrevs av Mario Bezzi 1909. Drapetis armipes ingår i släktet Drapetis och familjen puckeldansflugor. Inga underarter finns listade i Catalogue of Life.